# Histoire de la langue allemande
L’histoire de la langue allemande en tant que langue distincte des autres langues germaniques occidentales débute au haut Moyen Âge, lors de la seconde mutation consonantique. Durant le Saint-Empire romain germanique se sont succédé le vieux haut allemand, le moyen haut allemand et l’allemand moderne naissant. Les XIXe et XXe siècles ont vu l’apparition de l’allemand standard et la disparition progressive des variétés dialectales.

## Haut allemand

### Vieux haut allemand

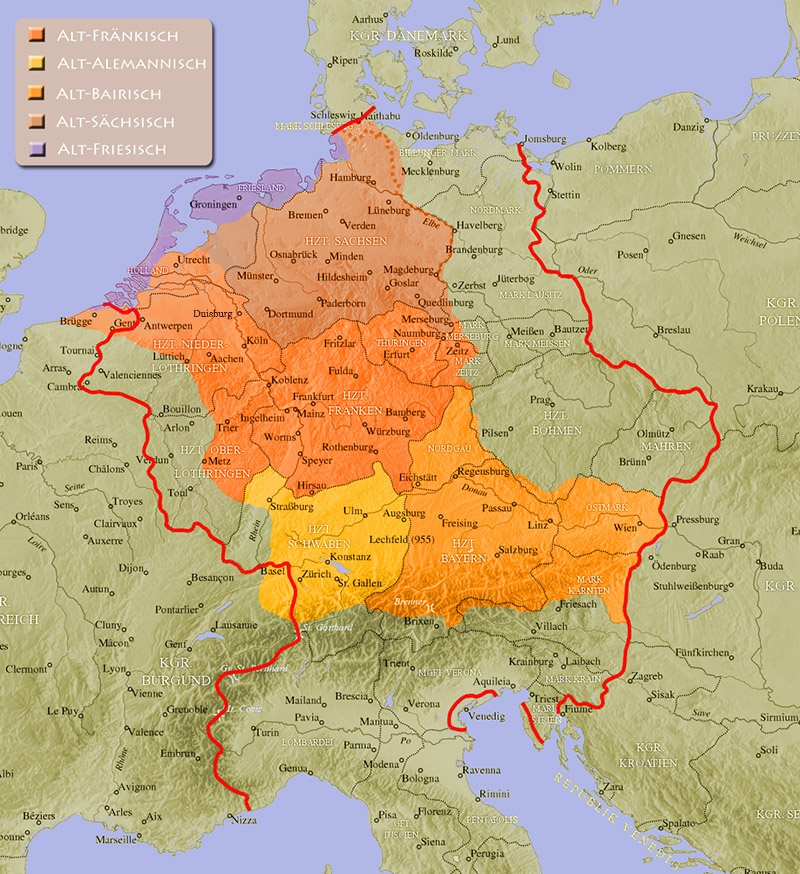
Région germanophone au sein du Saint-Empire romain germanique vers 962.

Les plus anciens témoignages du vieux haut allemand datent du VIe siècle pour les inscriptions dispersées en vieux Futhark (surtout en alémanique), du VIIIe siècle pour les premières gloses (Codex Abrogans) et du IXe siècle pour les plus anciens textes cohérents (chant de Hildebrand, Muspilli, formules magiques de Mersebourg). On date habituellement sa disparition vers 1050.

### Moyen haut allemand
Le terme « moyen haut allemand » désigne l’état de la langue haut allemande entre 1050 et 1350. On le fait parfois durer jusqu’au XVe siècle.

### Allemand moderne naissant
L’allemand moderne naissant fut parlé entre (environ) 1350 et 1650. Très proche du haut allemand moderne (comme l’anglais moderne naissant l’est de l’anglais moderne), il fut notamment utilisé par Martin Luther lors de sa traduction de la Bible au XVIe siècle. Il conserve la majeure partie du système grammatical du moyen haut allemand, contrairement aux dialectes oraux de l’allemand supérieur et moyen qui avaient déjà commencé à perdre le génitif et le prétérit.

## Bas allemand
À la croisée du haut allemand, de l’anglo-frison et du bas francique, le bas allemand possède une histoire linguistique moins nette, témoignant du fait que le groupe des langues germaniques occidentales est en réalité un continuum linguistique. Il a d’abord subi l’influence de l’anglo-frison au haut Moyen Âge, puis celle du haut allemand durant le Saint Empire romain germanique, avant d’être considéré comme un ensemble de dialectes marginaux après la chute de la ligue hanséatique au XVIIe siècle.

### Vieux saxon
Le vieux saxon est une langue germanique occidentale. Son utilisation est attestée du IXe au XIIe siècle, après quoi il évolua en moyen bas allemand. Parlé sur la côte nord-ouest de l’Allemagne et au Danemark par les Saxons, il est étroitement lié aux anciennes langues anglo-frisonnes (vieux frison, vieil anglais) et a partiellement réalisé la loi des nasales spirantes ingvaeoniques.

### Moyen bas allemand
Le moyen bas allemand est l’ancêtre du bas allemand moderne. Il fut parlé environ de 1100 à 1500, se séparant ensuite en bas saxon, c’est-à-dire en bas allemand occidental, et en bas allemand oriental. Les langues voisines, au sein du continuum linguistique des langues germaniques occidentales, sont le moyen néerlandais à l’ouest et le moyen haut-allemand au sud, supplanté ensuite par l’allemand moderne naissant. Le moyen bas allemand était la lingua franca de la ligue hanséatique, parlée le long de la mer du Nord et de la mer Baltique. Sa forme écrite, basée sur le langage de Lübeck, fut développée mais jamais codifiée.

## XIXesiècle
L’allemand fut la langue du commerce et du gouvernement sous la dynastie Habsbourg qui dirigeait une grande partie de l’Europe centrale et orientale. Jusqu’au milieu du XIXe siècle, il était utilisé dans les villes dans la majeure partie de l’empire : le fait de parler allemand n’indiquait donc pas la nationalité du locuteur mais plutôt son métier (marchand) ou son origine (la ville). Certaines villes, comme Prague (en allemand : Prag) ou Budapest (Ofen) furent progressivement germanisées à la suite de leur incorporation au sein du Saint-Empire. D’autres, comme Bratislava (Pressburg), furent originellement fondées pendant la domination des Habsbourg et étaient donc germanophones à cette époque. Quelques villes, comme Milan (Mailand), sont demeurées essentiellement non germanophones. En résumé, la plupart des villes parlaient allemand à cette époque, comme Prague, Budapest, Bratislava, Zagreb (Agram) et Ljubljana (Laibach), bien qu’entourées de territoires où d’autres langues étaient parlées.
Jusque vers 1800, l’allemand standard était presque uniquement une langue écrite. À cette époque, les habitants de l’Allemagne du nord urbaine, dont les dialectes étaient très différents de l’allemand standard, apprenaient ce dernier quasiment comme une langue étrangère et essayent de le prononcer en suivant le plus possible l’orthographe. Les guides de prononciation de l’époque considéraient que la prononciation standard était celle du nord ; cependant la prononciation réelle variait de région en région.
Aujourd’hui, l’allemand standard (Hochdeutsch) est compris dans toutes les régions germanophones (sauf peut-être par les jeunes enfants des régions où seuls certains dialectes sont employés, par exemple en Suisse, bien qu’à l’aide de la télévision même eux arrivent à comprendre l’allemand standard avant d’aller à l’école).
Le premier dictionnaire des frères Grimm, publié en seize parties entre 1852 et 1860, reste le guide le plus complet du lexique de la langue allemande.

## XXesiècle
Les règles grammaticales et orthographiques apparaissent pour la première fois dans le Duden, en 1880. En 1901, ces règles définissent officiellement la langue allemande. L’orthographe de l’allemand standard subit ensuite peu de modifications jusqu’en 1998, année à partir de laquelle la réforme de l'orthographe allemande de 1996 fut officiellement promulguée par les gouvernements d’Allemagne, d’Autriche, de Suisse et du Liechtenstein. L’orthographe allemande a ensuite connu une période de transition de huit ans durant laquelle l’orthographe réformée fut enseignée dans la plupart des écoles, alors que les orthographes traditionnelles et réformées coexistent dans les médias.